# Julia Schacht
Julia Elise Schacht (født 1982 på Helgøya, Ringsaker) er en norsk filmskuespiller som debuterede i filmen Naboer.
Hun var uddannet ved Kunsthøgskolen i Oslo KHiO skuespiller BA 2008/2009, samt ved skuespillerlinjen på NISS i Oslo.
I 2005 blev Julia Schacht kåret som årets mest sexy af magasinet Mann.

## Udvalgt filmografi
- Hjelp, vi er i filmbransjen (2011)
- Få meg på, for faen (2011)
- Bambieffekten (2011)
- Kurt Josef Wagle og legenden om fjordheksa (2010)[4]
- Svik (2009)
- Naboer (2005)